# Pauridiantha kahuziensis
Pauridiantha kahuziensis är en måreväxtart som beskrevs av Ntore. Pauridiantha kahuziensis ingår i släktet Pauridiantha och familjen måreväxter. Inga underarter finns listade i Catalogue of Life.